# Nehéz napok egy Föld nevű bolygón
A Nehéz napok egy Föld nevű bolygón (eredeti cím: Hard Time on Planet Earth) 1989-ben futott amerikai televíziós filmsorozat, amelyet Timothy Bond és James A. Contner rendezett. A zenéjét Joseph Conlan szerezte, a főszerepet Martin Kove játszotta. Amerikában a CBS vetítette. Magyarországon a televíziónézők először a Walt Disney bemutatja műsorblokk keretein belül láthatták 1991-1992 között a Magyar Televízió 1-es csatornáján. A magyar változatokban Szabó Sipos Barnabás (1. szinkron)  és Selmeczi Roland (2. szinkron) volt a főszereplő magyar hangja.

## Ismertető
Jesse egy földönkívüli lény, akit száműznek a világából. Az ítélet értelmében fel kell vennie az emberi alakot és amennyiben méltónak találják rá, visszatérhet a szülőbolygójára. A Földön eltöltött napjairól jelentés készül, amelyet Control, vagy egyes részekben Árnyéknak nevezett furcsa objektum készít el. A sorozat minden epizódja egy különálló történetet mesél el.

## Szereplők
- Jesse
- Control

## Epizódok
1. Idegen az idegen földön (Földet érés) (Stranger in a Strange Land)
2. Mit kell tudni a bankokról? (A pénz nem boldogít) (Something to Bank On)
3. Elveszett Árnyék (Társtalanul) (Losing Control)
4. Tartós kapcsolat (Hazafelé) (The Way Home)
5. A legjobbak (Légy mindaz, ami lehetsz) (All That You Can Be)
6. Nemek harca (Nemek csatája) (Battle of the Sexes)
7. Amíg a halál el nem választ (Death Do Us Part)
8. A hot-dogos ember (A hot dog ember) (The Hot Dog Man)
9. Jesse tizenöt perce (Jesse's Fifteen Minutes)
10. Rodeó (Rodeó-show) (Rodeo)
11. Mást mondanak a csillagok (Not in Our Stars)
12. Az eszményi amerikai (Az álom-amerikai) (The All American)
13. Wally csapata (Wally's Gang)

## Különös magyar vonatkozás
A The All American című epizódban egy bolt pultján magyar felségjelzéseket láthatunk, köztük az 1990-ben visszaállított magyar címert. Azért különös ez, mert az epizódot 1989. június 14-én, vagyis a visszaállítást megelőző évben sugározták.